# Rakalj
Rakalj – wieś w Chorwacji, w żupanii istryjskiej, w gminie Marčana. W 2011 roku liczyła 440 mieszkańców.